# 3531 Cruikshank
A 3531 Cruikshank (ideiglenes jelöléssel 1981 FB) a Naprendszer kisbolygóövében található aszteroida. Edward L. G. Bowell fedezte fel 1981. március 30-án.